# Minamo Island
Minamo Island (japanisch みなも島 Minamo-jima, deutsch ‚Wasseroberflächeninsel‘) ist eine Insel vor der Prinz-Harald-Küste des ostantarktischen Königin-Maud-Lands. Sie ist die größte einer Gruppe von Inseln, die in dem schmalen Einlass zwischen der Hügelgruppe Skallen und dem Skallebreen liegen.
Luftaufnahmen und Vermessungen einer von 1957 bis 1962 dauernden japanischen Antarktisexpedition dienten ihrer Kartierung. Die japanische Benennung aus dem Jahr 1972 übertrug das Advisory Committee on Antarctic Names im Jahr 1975 in einer Teilübersetzung ins Englische.